# Hartertkolibri
Der Hartertkolibri (Phlogophilus harterti), auch als Peru-Buntschwänzchen bezeichnet, ist eine Vogelart aus der Familie der Kolibris. Der Bestand wird von der IUCN als „nicht gefährdet“ (least concern) eingeschätzt.

## Beschreibung
Der Hartertkolibri erreicht eine Länge von 7,2 bis 7,5 Zentimetern und ein Gewicht von 2,2 bis 2,7 Gramm. Die Geschlechter sehen gleich aus. Der kurze gerade Schnabel ist schwarz. Die Oberseite ist grün. Die Kehle, die Brust und die Bauchmitte sind weiß. Die restliche Unterseite ist hell gelbbraun. Die Schwanz ist abgerundet. Die mittleren Steuerfedern sind grün mit einer breiten schwarzen Spitze. Die übrigen Steuerfedern sind gelbbraun mit einem breiten schwarzen Diagonalband. Die juvenilen Vögel ähneln den erwachsenen Tieren. Bei ihnen weisen die Kopf- und Nackenfedern gelbbraune Ränder auf.

## Vorkommen

Verbreitungsgebiet des Hartertkolibris

Der Hartertkolibri kommt in Zentral- und Südostperu vor, insbesondere in den Regionen Huánuco, Pasco, Cusco und Puno.

## Lebensraum
Der Hartertkolibri bewohnt Waldränder und Sekundärwälder in den Ausläufern der Anden in Höhenlagen von 900 bis 1200 m.

## Nahrung
Die Nahrung des Hartertkolibris besteht aus dem Blütennektar von Epiphyten, Sträuchern und kleinen Bäumen.

## Etymologie und Forschungsgeschichte
Hans Graf von Berlepsch und Jan Sztolcman beschrieben den Hartertkolibri unter dem heute gültigen Namen Phlogophilus harterti. Das Typusexemplar stammte aus dem zoologischen Museum Branicki in Warschau. 1860 führte John Gould die neue Gattung Phlogophilus ein. Der Begriff Phlogophilus ist ein Gebilde aus den griechischen Wörtern φλόξ, φλογός phlóx, phlogós für „Flamme“ und φίλος phílos für „Freund“. Mit harterti ehren die Autoren den deutschen Ornithologen Ernst Hartert in Anerkennung für sein Werk Trochilidae aus dem Jahre 1900.